# Хочина Ірина Вікторівна
Іри́на Ві́кторівна Хо́чина (* 1994) — українська лучниця.

## З життєпису
Станом на 2015 рік — кандидат в майстри спорту.
В жовтні 2017 року у Новій Каховці на фіналі Кубка України зі стрільби з лука стала чемпіонкою у командній першості — вона та Чибісова Євгенія.
Станом на 2019 рік — студентка Сумського державного педагогічного університету.
На літній Універсіаді-2019 здобула бронзову медаль — зі стрільби з лука в командному змаганні. Тренер — Родіонова Поліна Сергіївна.
Станом на квітень 2020-го тренувалася вдома в Середино-Буді.
В жовтні 2020-го на Кубку України зі стрільби з лука здобула срібну нагороду в складі жіночої команди Сумської області — вона та Євгенія Чибісова й Богдана Гапон.